# 拜罗伊特大学
拜罗伊特大学（Universität Bayreuth）是德国巴伐利亚州拜罗伊特的一所现代公立科研型大学。

## 历史
成立于1975年，注重国际合作以及跨学科的研究和教学。特色学科有体育经济学、地质生态学、环境和生物工程、哲学与经济学、经济地理学、空间规划学、戏剧与媒体、经济法学等。

## 院系
- 数学、物理和计算机科学学院（MPI）
- 生物、化学和地球科学学院（BCG）
- 法律与经济学院（RW）
- 语言文学学院（SpLit）
- 人文学院（KuWi）
- 工学院（Ing.）：2013年前为应用科学学院（FAN）
- 生命科学学院：食品、营养与健康（庫爾姆巴赫校区）

## 画廊

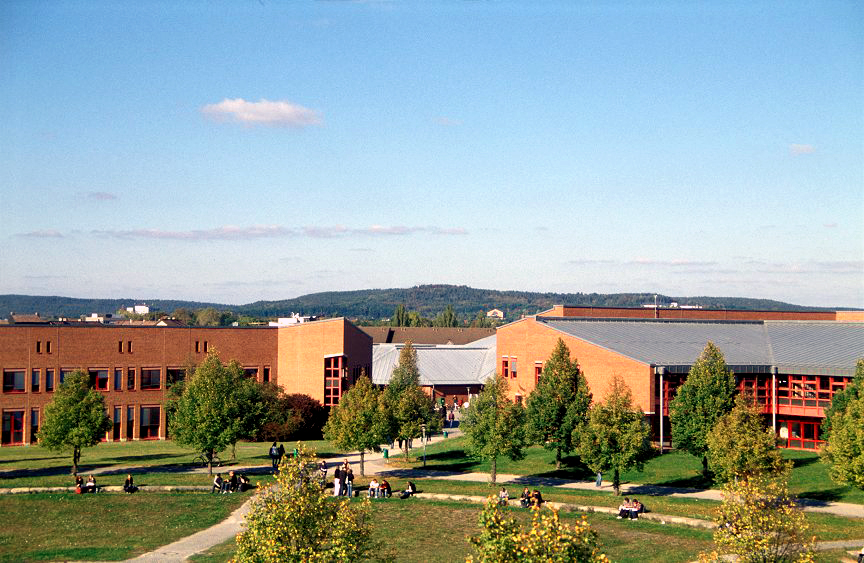
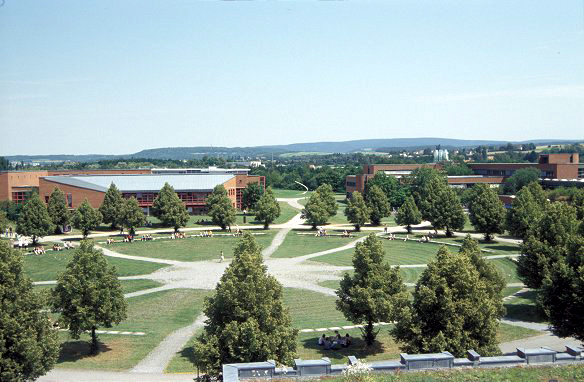
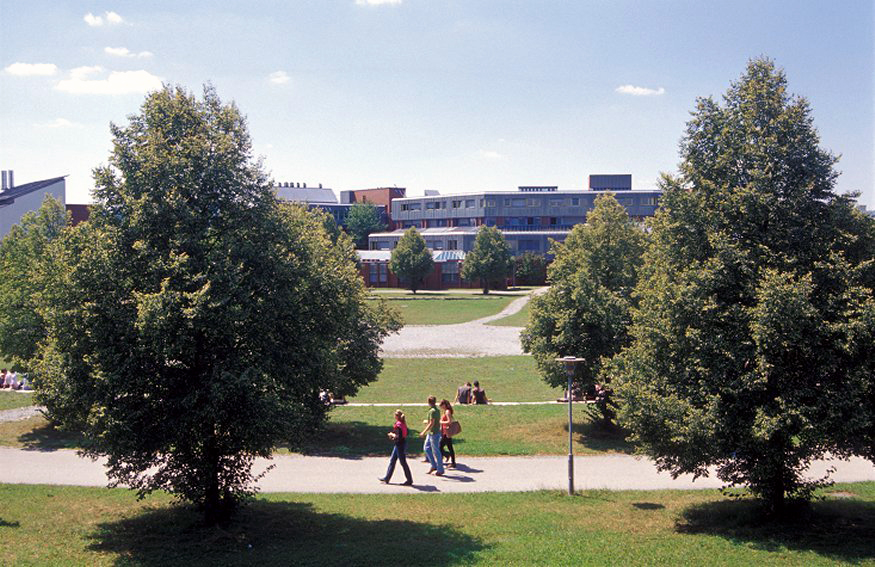
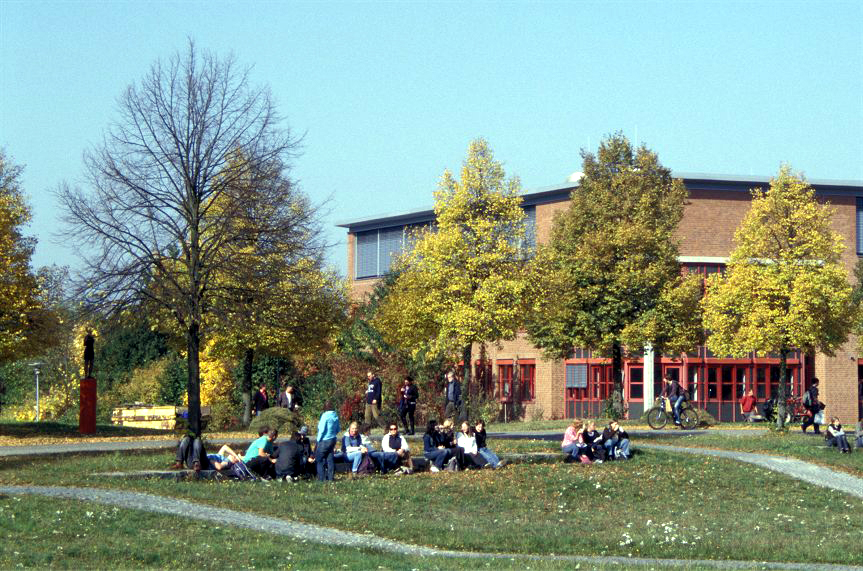

## 知名校友
- 卡尔－特奥多尔·楚·古滕贝格：德国前国防部长